# هنري سان سير
هنري سان سير (Henri Saint Cyr) هو لاعب أولمبي لرياضة الفروسية من السويد. شارك في الأولمبياد الصيفي في 1952–1956، وفاز بما مجموعه 4 ميداليات.

## الميداليات
| ذهب | فضة | برونز | المجموع |
| 4   | 0   | 0     | 4       |

## روابط خارجية
- هنري سان سير على موقع اللجنة الأولمبية الدولية (الإنجليزية)
- هنري سان سير على موقع أوليمبيديا (الإنجليزية)
- هنري سان سير على موقع اللجنة الأولمبية السويدية (السويدية)